# ルーカス・クラナッハ
ルーカス・クラナッハ（Lucas Cranach der Ältere、1472年10月4日 - 1553年10月16日）は、ルネサンス期のドイツの画家。同名の息子も画家であるため、ルーカス・クラナッハ (父) と表記されることが多い。クラナハ、クラーナハとも表記される。

## 略歴
現在のドイツ、バイエルン州のクローナハで生まれた。父親は「画家のハンス（Hans Maler）」と呼ばれる無名な画家とされ、ルーカス・クラナッハの修行時代のことは殆ど知られていないが、父親の工房で絵を学んだと考えられている。各地を旅した後、1501年ころウィーンで活動するようになり、生まれ故郷のクローナハから、クラナッハという名前を作品に署名するようになった。1505年にザクセン選帝侯フリードリヒ3世にヴァイマルに招かれ、1508年には、貴族の称号を得た。その年オランダを旅した。多くの助手を擁する工房を経営し、多くの出版も行った。ヴィッテンベルクに工房を構え、フリードリヒ3世に御用絵師として仕えた。
1508年以前に、彼はアルブレヒト・デューラーやハンス・ブルクマイアーらと競いながら、ヴィッテンベルクにあるCastle Churchの数多くの祭壇画を描いていた。
主に宗教画で多数の作品を残したほか、同時代人の宗教改革者マルティン・ルターの友人であったため、彼とその家族の肖像画を多く残している。クラナッハの描く、腰の細くくびれた（当時としては）独特なプロポーションのヴィーナス像は、ティツィアーノやジョルジョーネのヴィーナスとはまた異なった、独特の官能美をかもし出している。

## 代表作

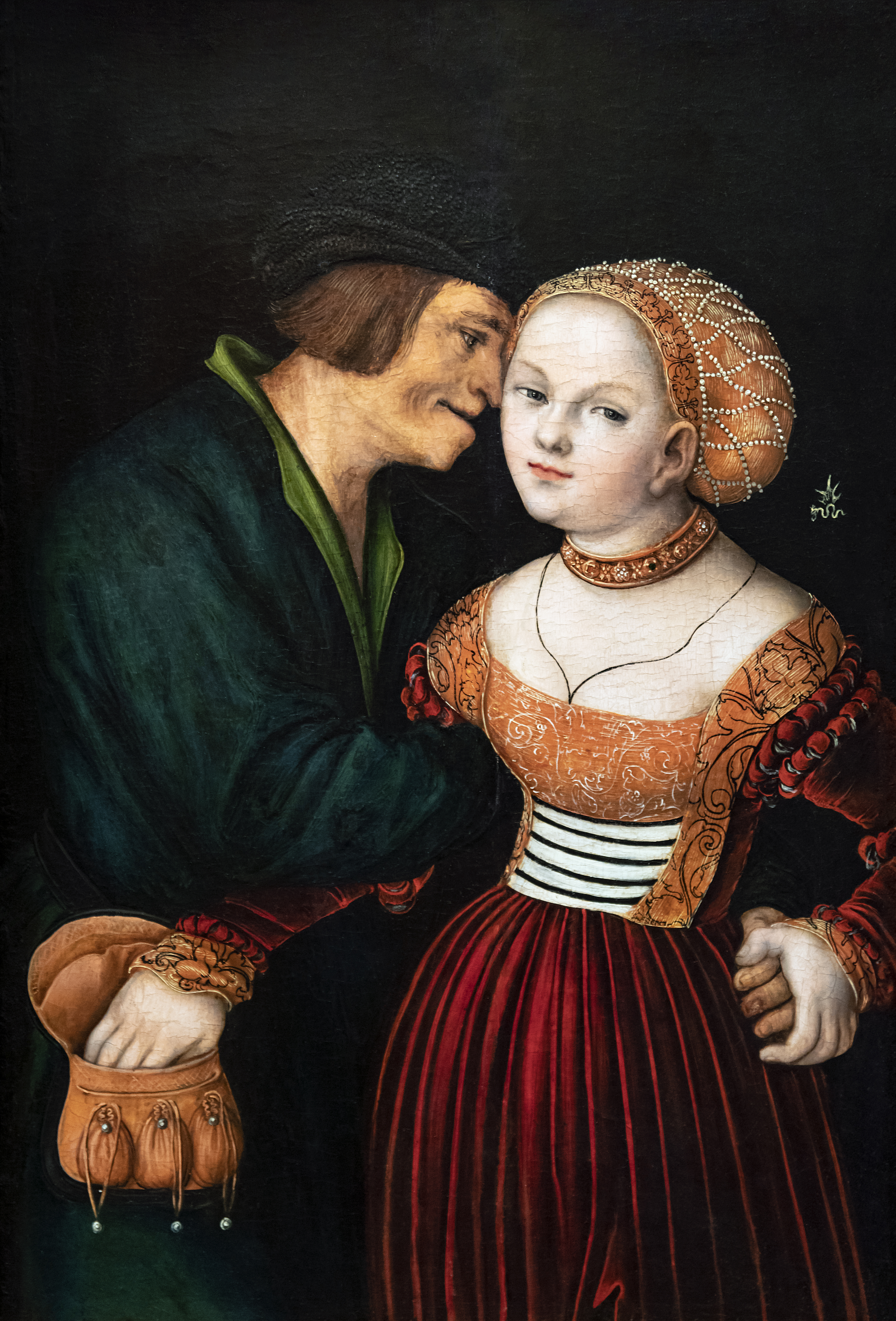
『老人と若い女』 (1489年)ベンベルグ財団 (トゥールーズ)
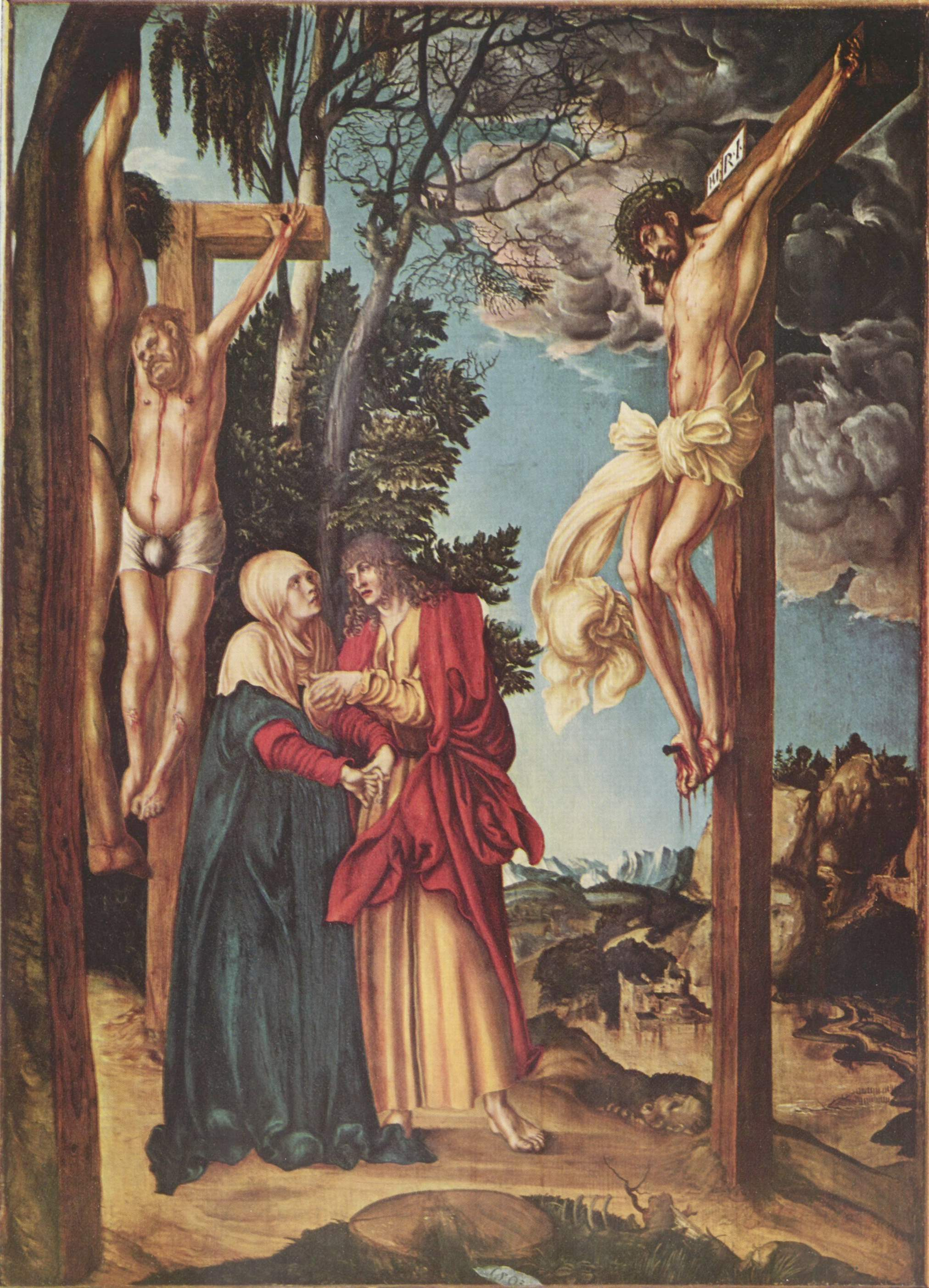
『キリストの磔刑』 (1503年)　アルテ・ピナコテーク(1503年)バイエルン州立絵画コレクション
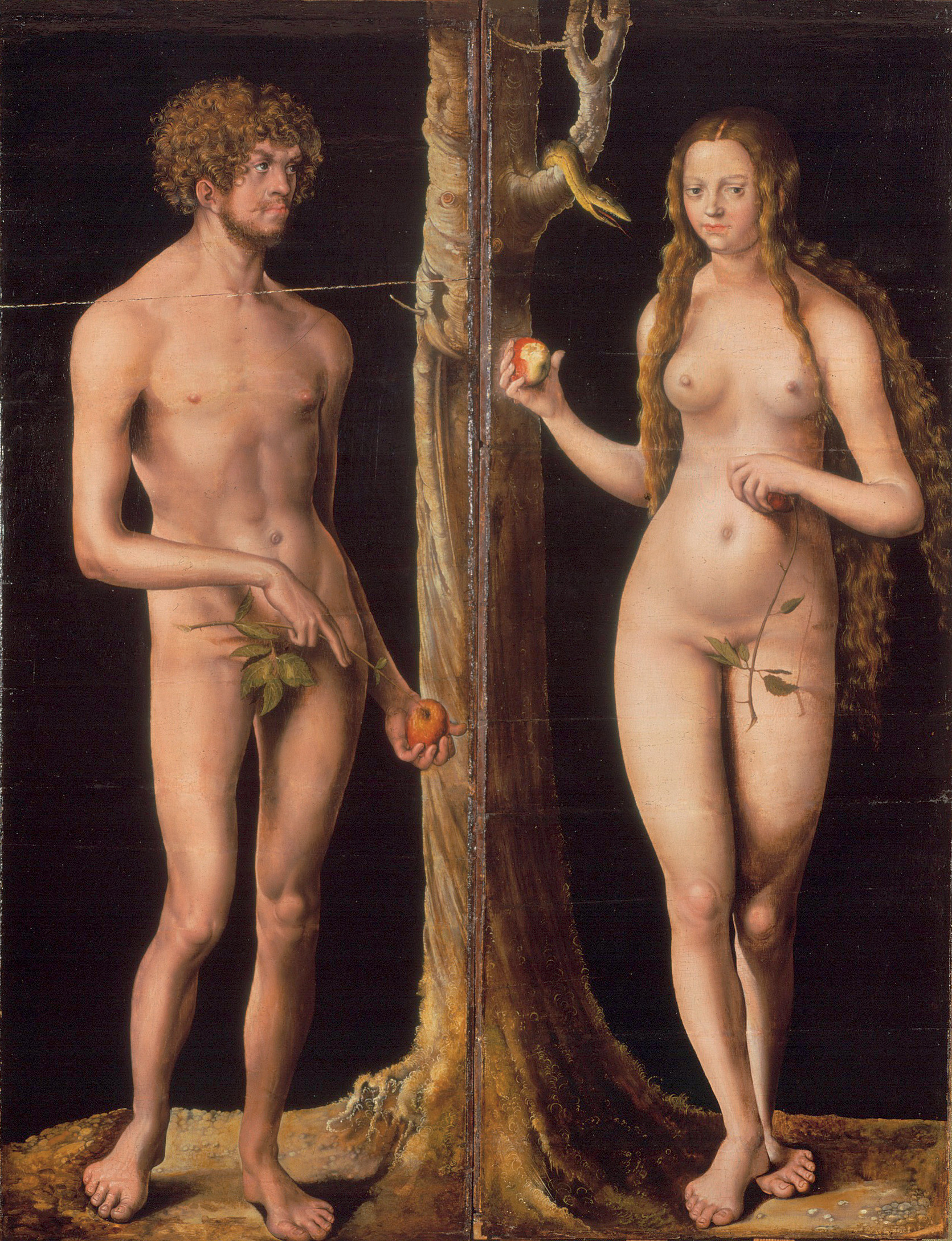
『アダムとイヴ』 (1508-1510年頃)ブザンソン美術館
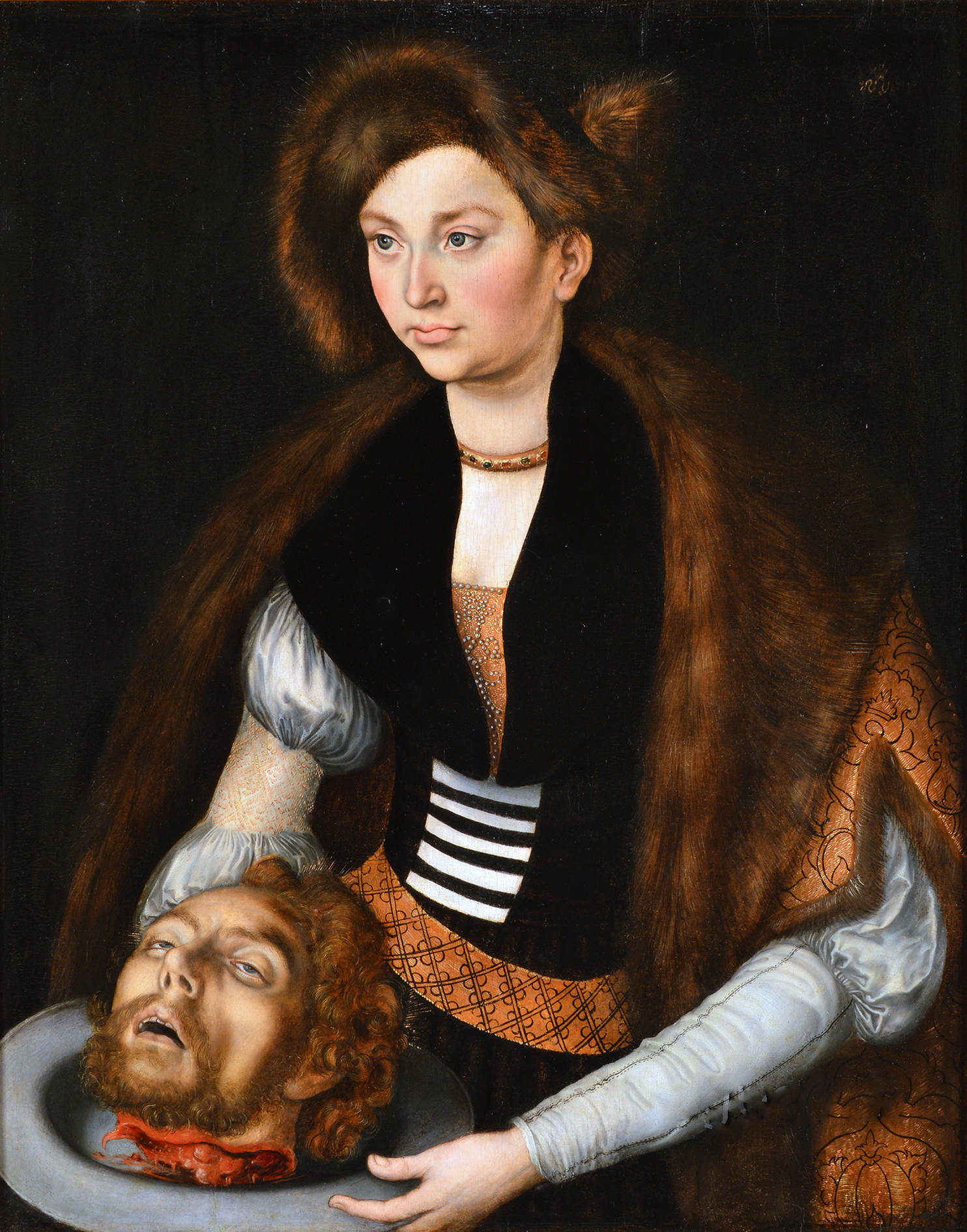
『サロメ 』(1510年頃)国立古美術館
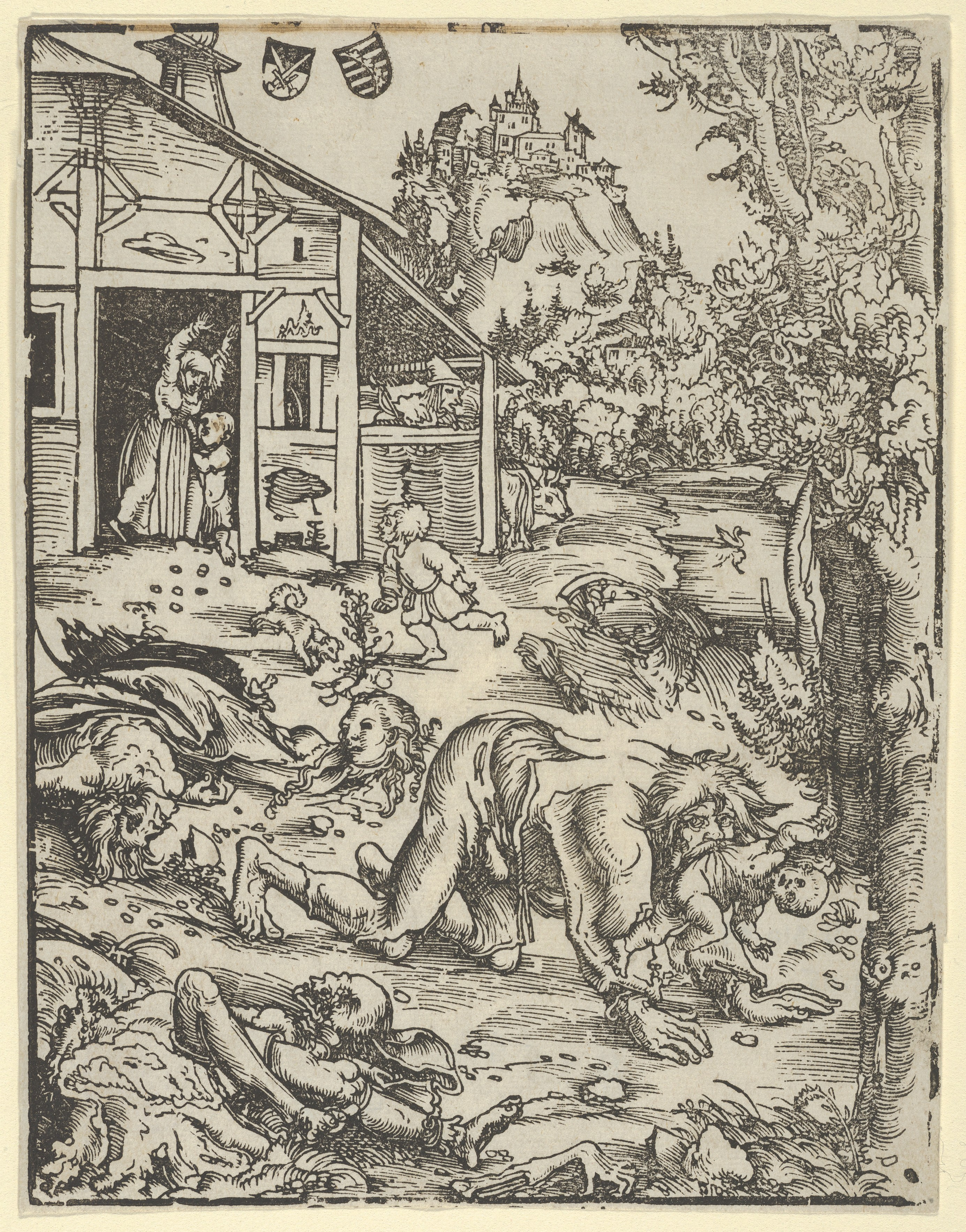
『赤子を喰う狼人間』 (1512年)ゴータ公国美術館 (テューリンゲン)
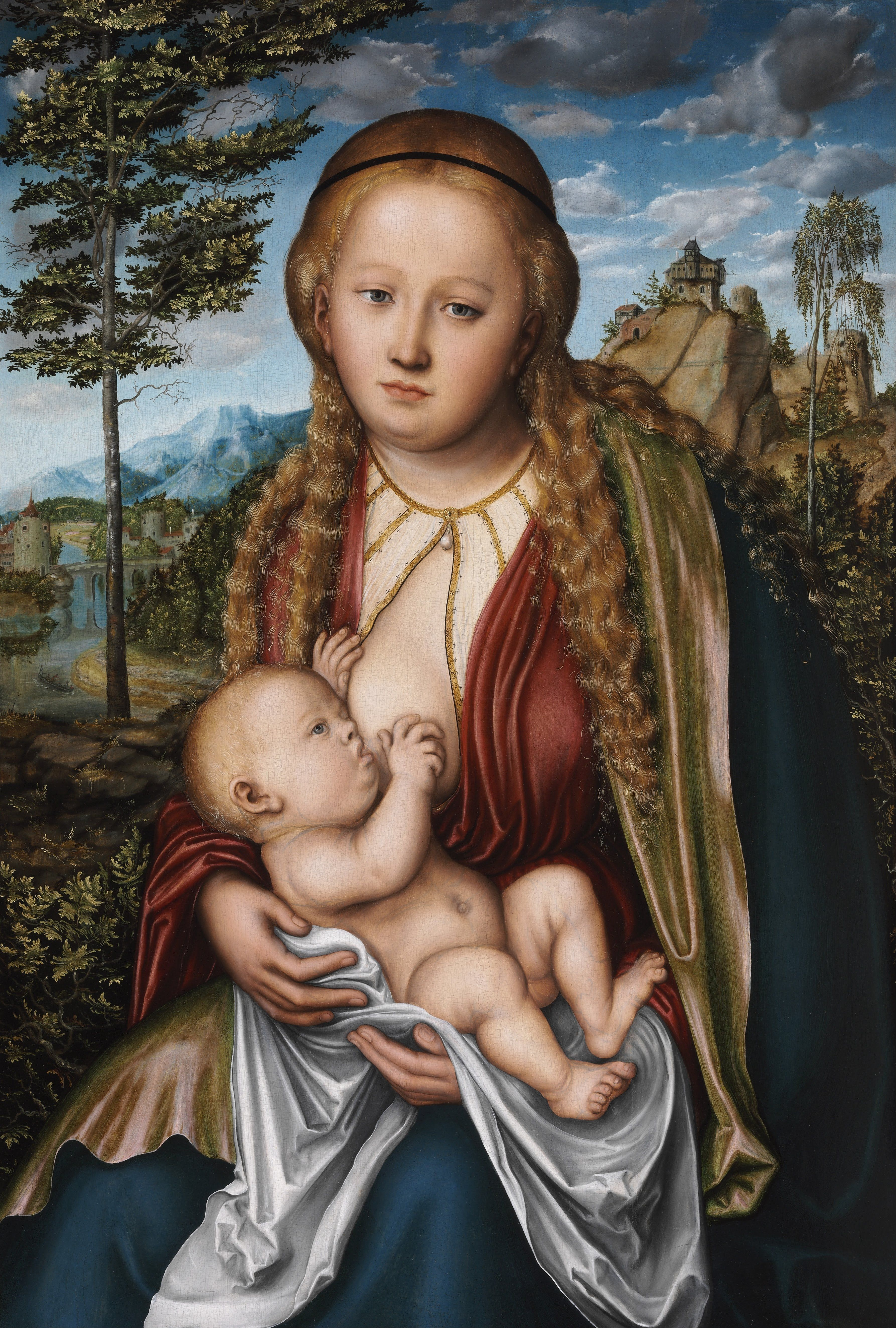
『聖母子』 (1512年頃)ブダペスト国立西洋美術館
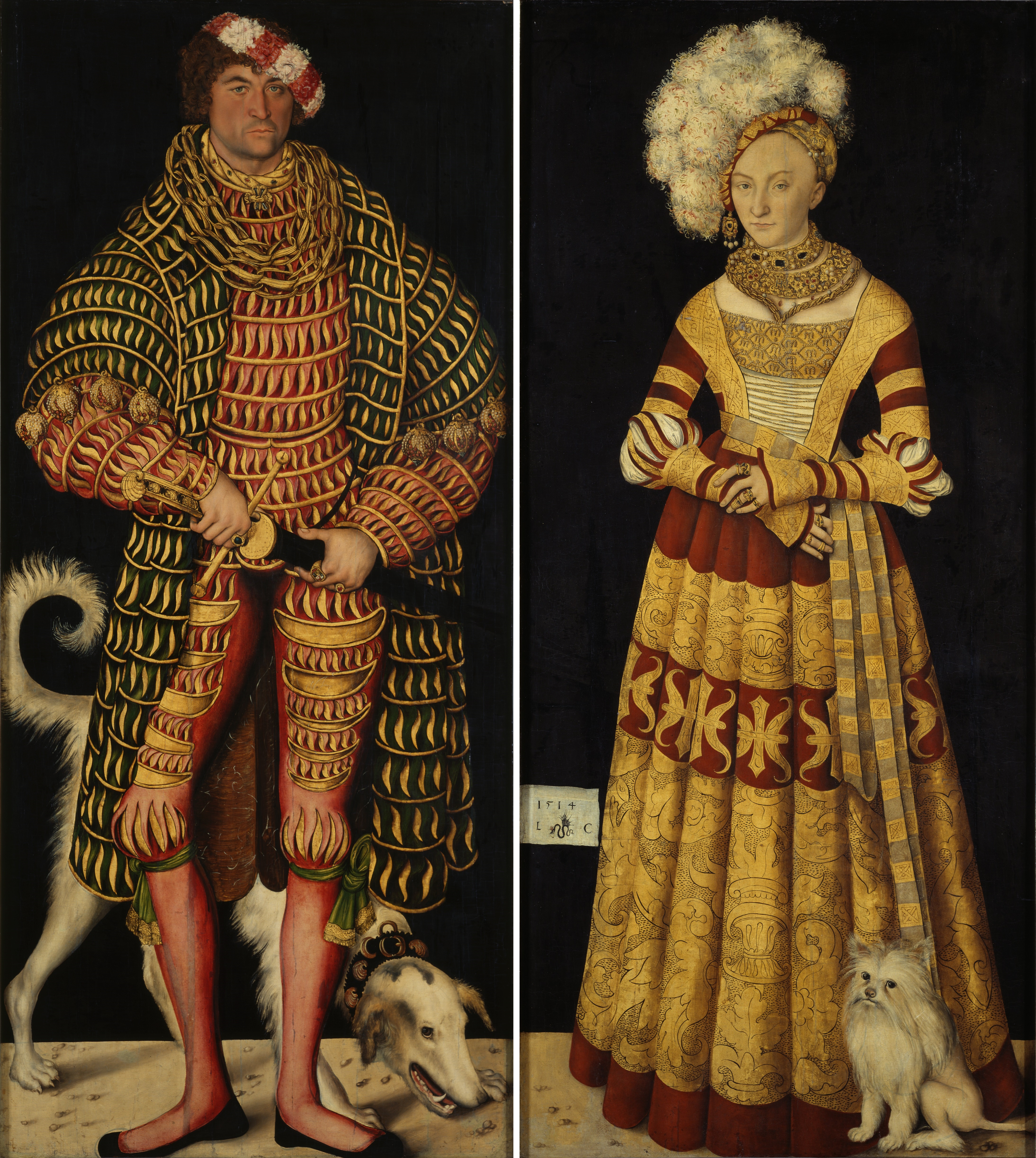
『ザクセン公ハインリヒ4世とカタリナ・フォン・メクレンブルクの肖像』 (1514年)アルテ・マイスター絵画館
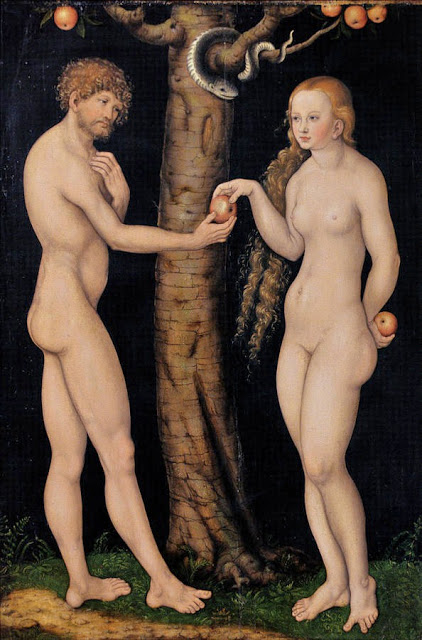
『アダムとイヴ』 (1520-1525年)
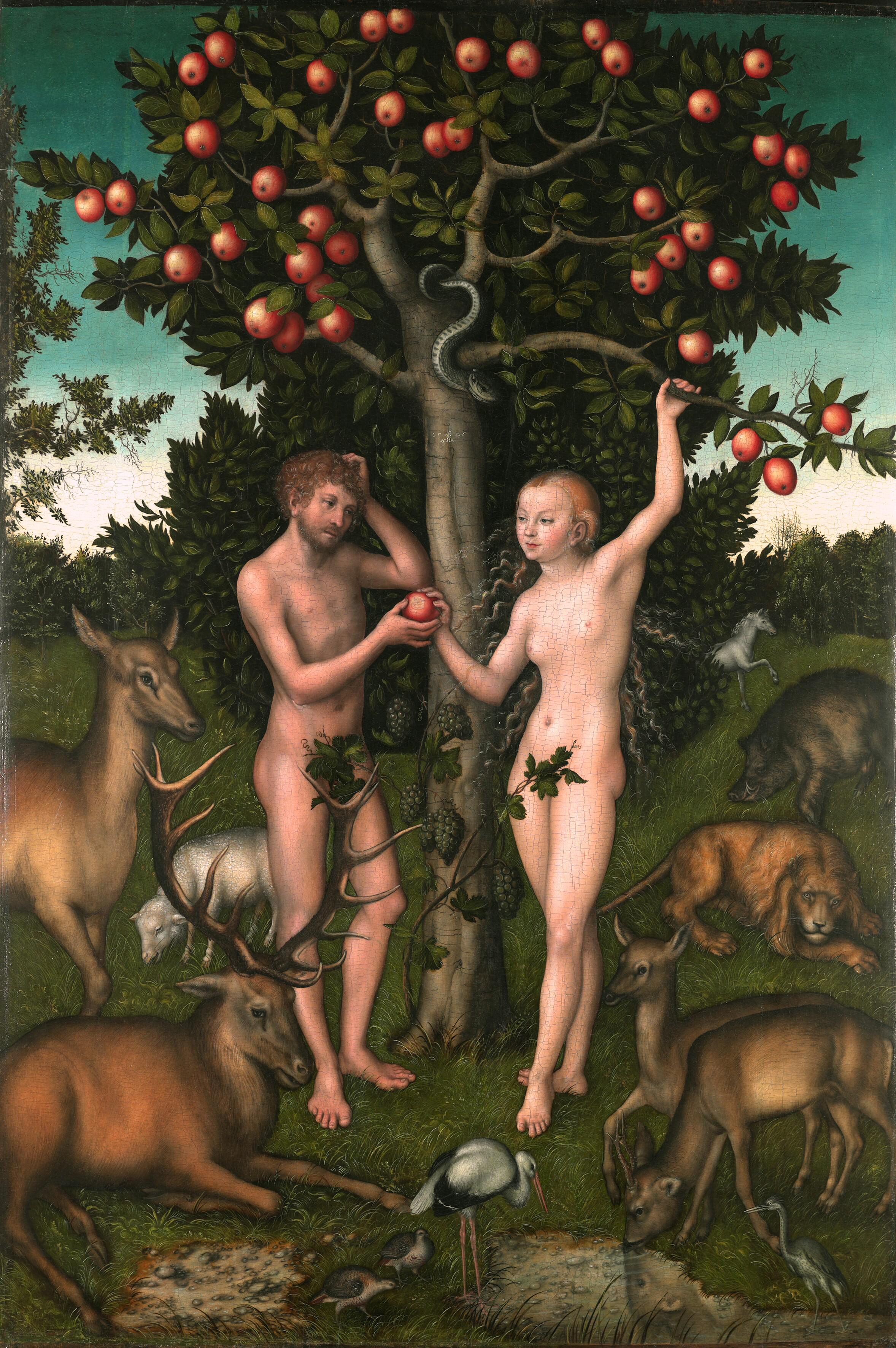
『アダムとイヴ』 (1526年)ソウマヤ美術館
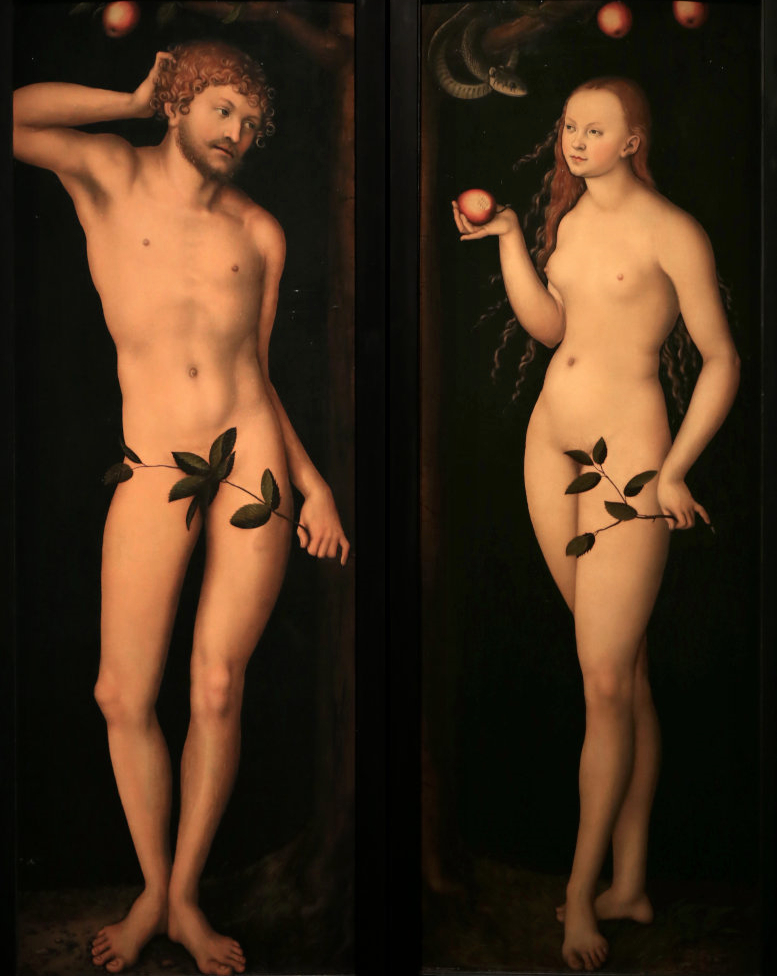
アダムとイヴ (1528年)シュテーデル美術館
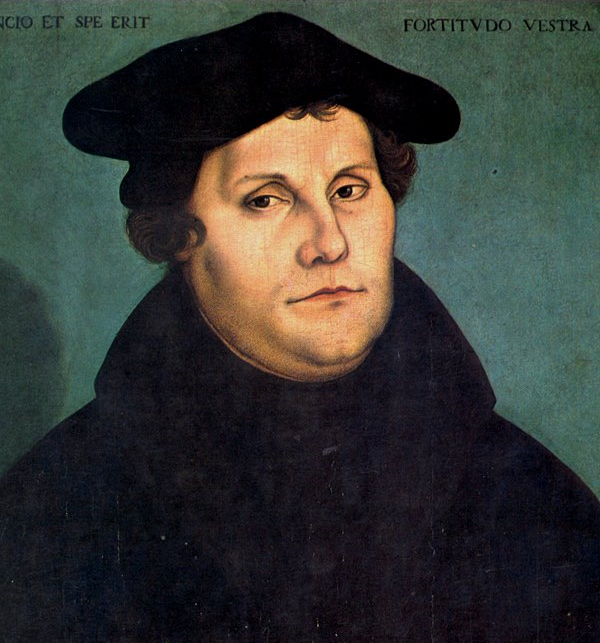
『マルティン・ルターの肖像の肖像』 (1529年)ウフィツィ美術館
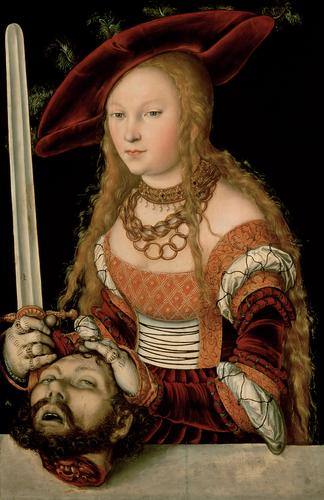
『ホロフェルネスの首を持つユディト』 (1530年頃)ウィーン美術史美術館
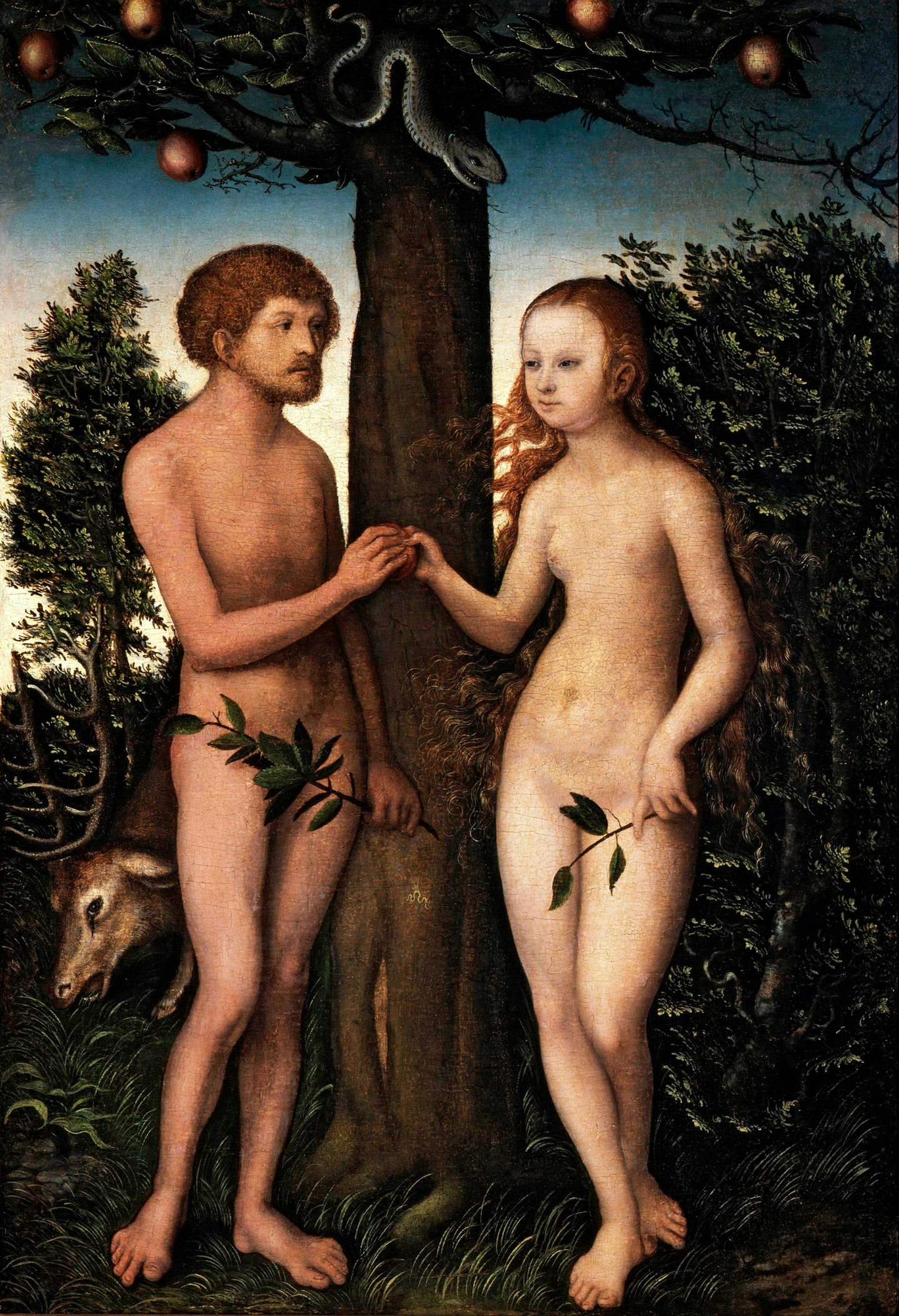
『アダムとイヴ』 (1530年)サン・カルロス国立美術館
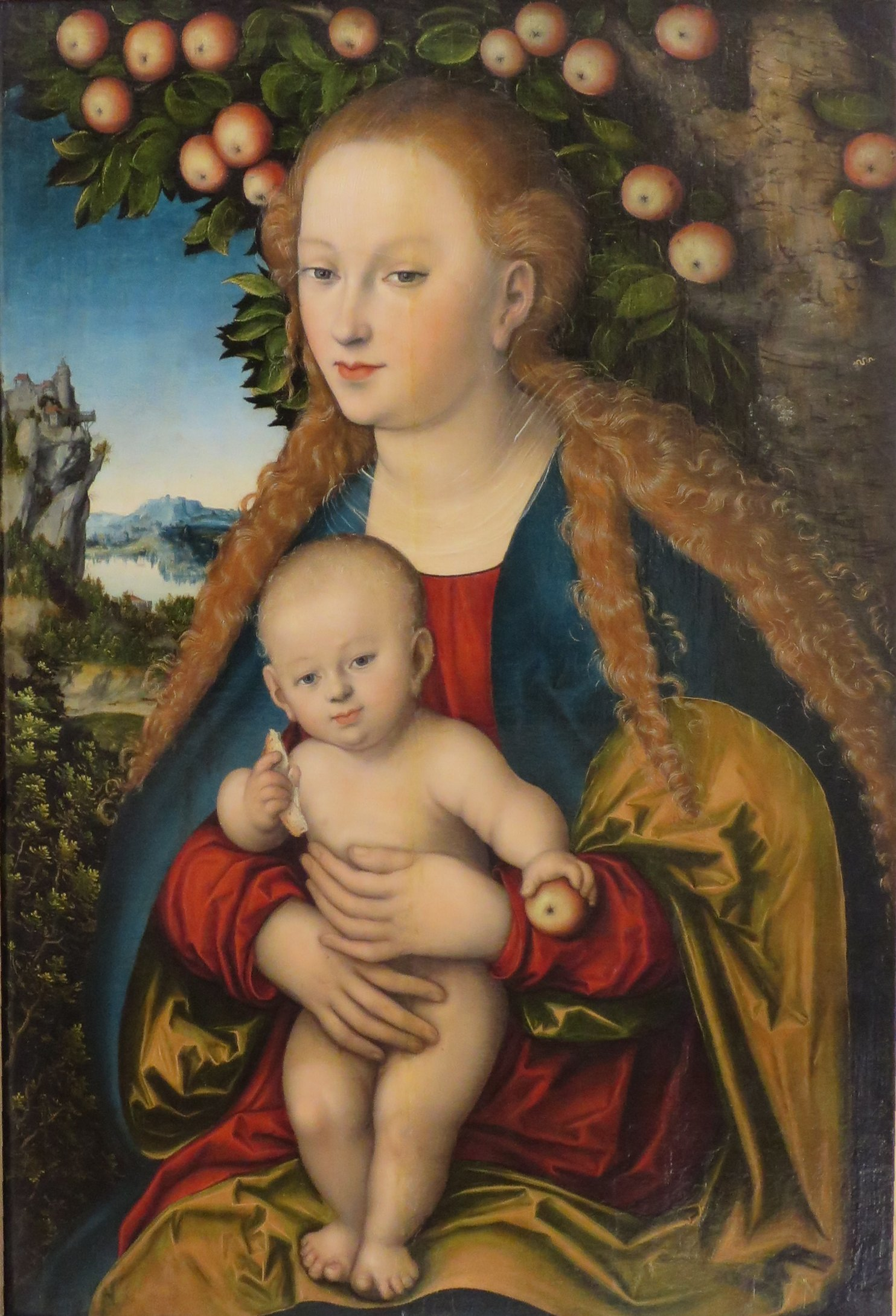
『リンゴの木の下の聖母子』 (1530年)エルミタージュ美術館
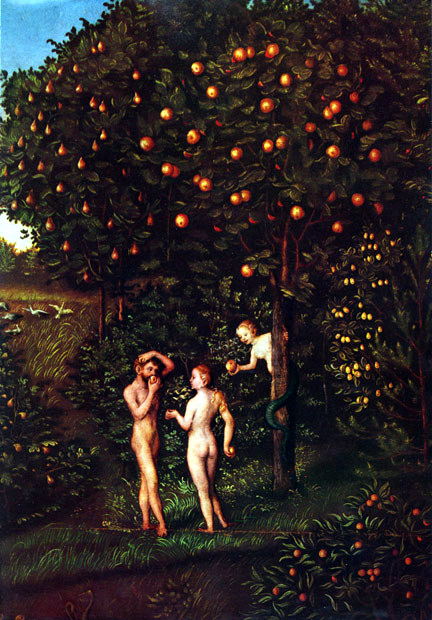
『知恵の木』 (1530年)美術史美術館
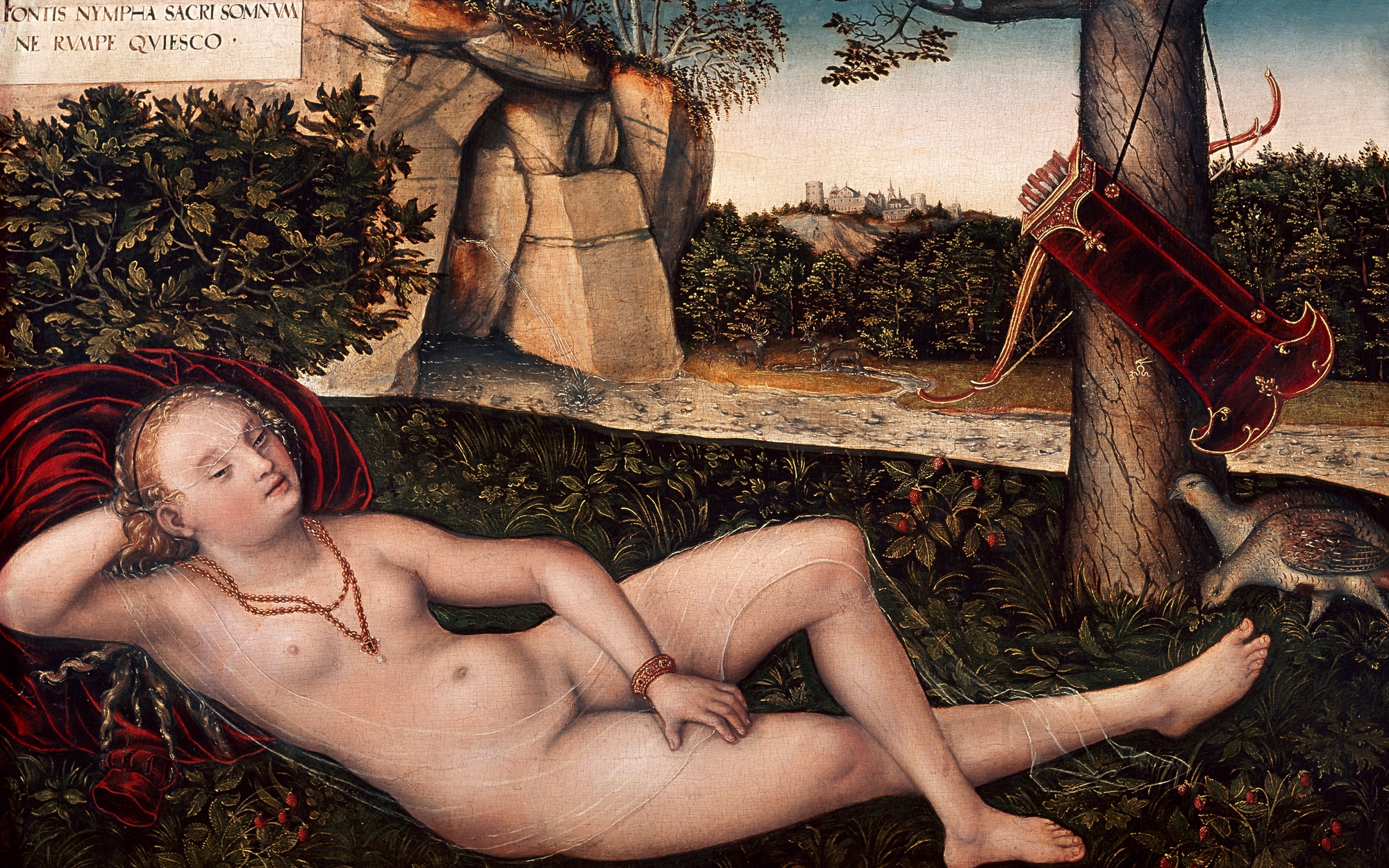
『泉のニンフ』(1530年)ブザンソン美術館
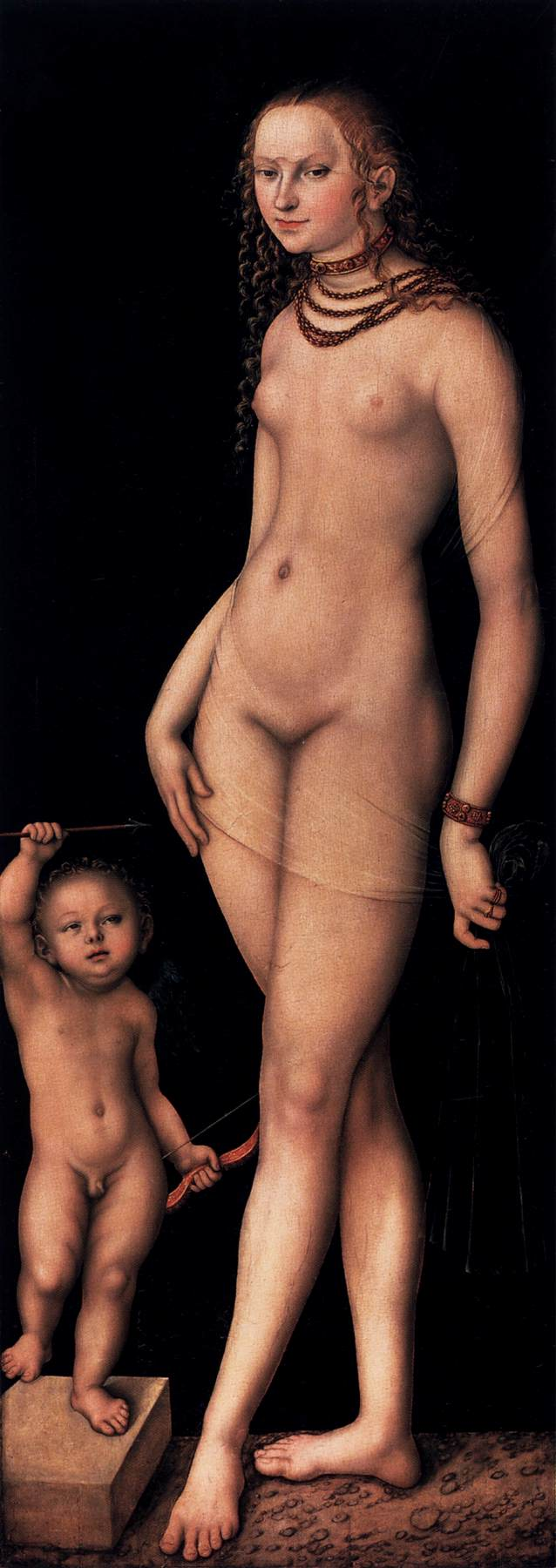
『ヴィーナスとキューピッド』 (1530年頃)絵画館 (ベルリン)ピカソは1957年に同作を戯画化した作品を残している
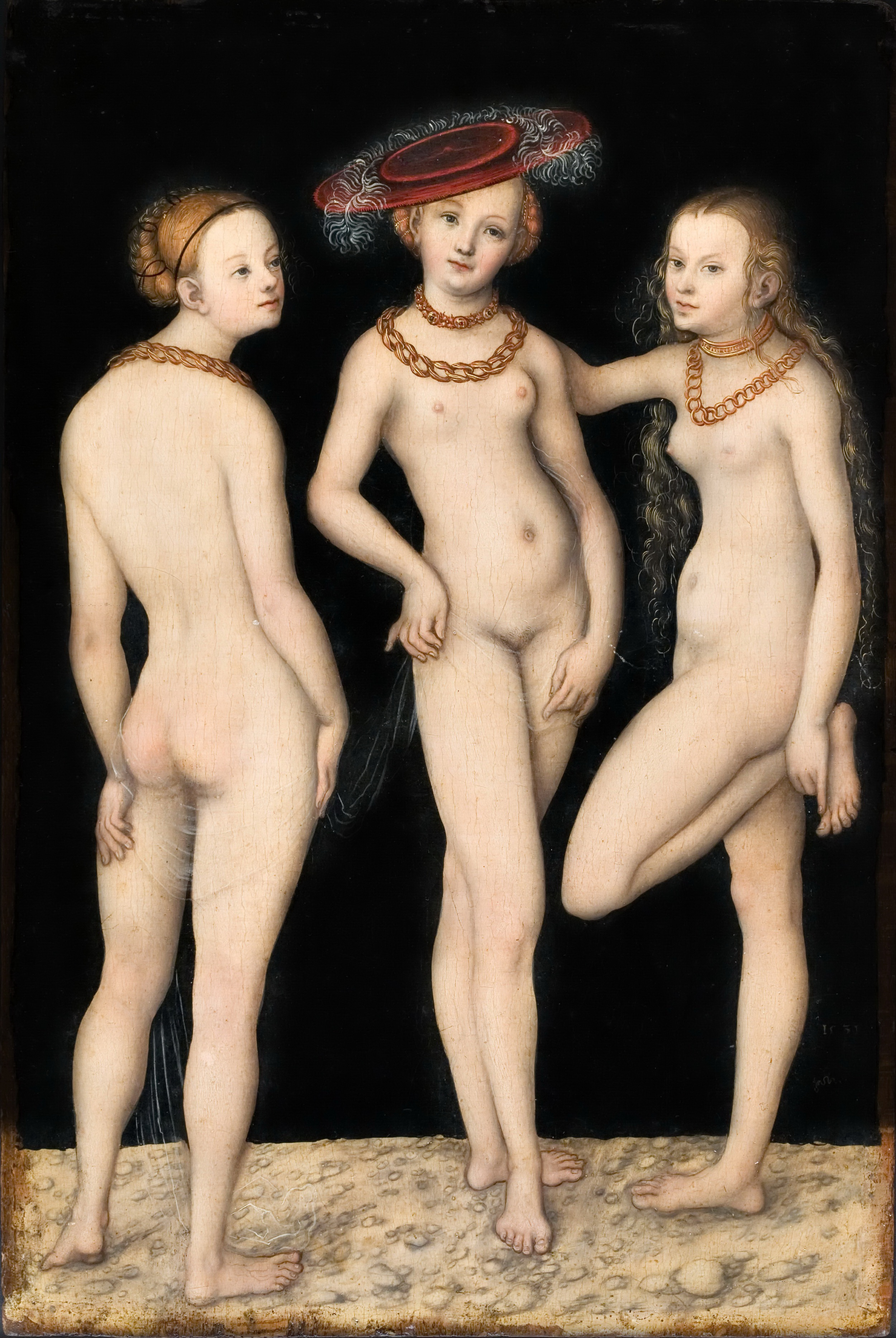
『三美神』 (1531年)ルーヴル美術館
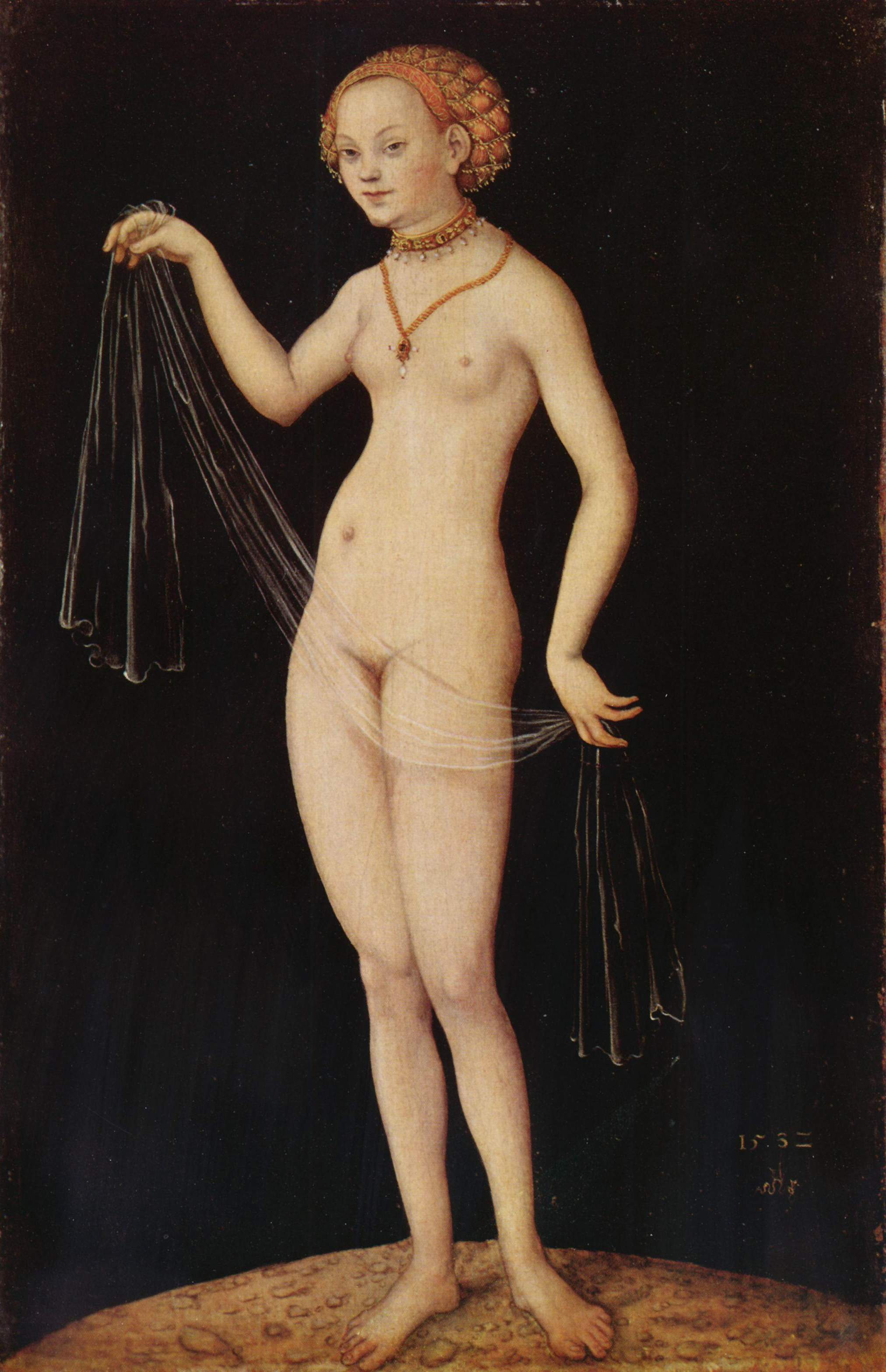
『ヴィーナス』 (1532年)シュテーデル美術館
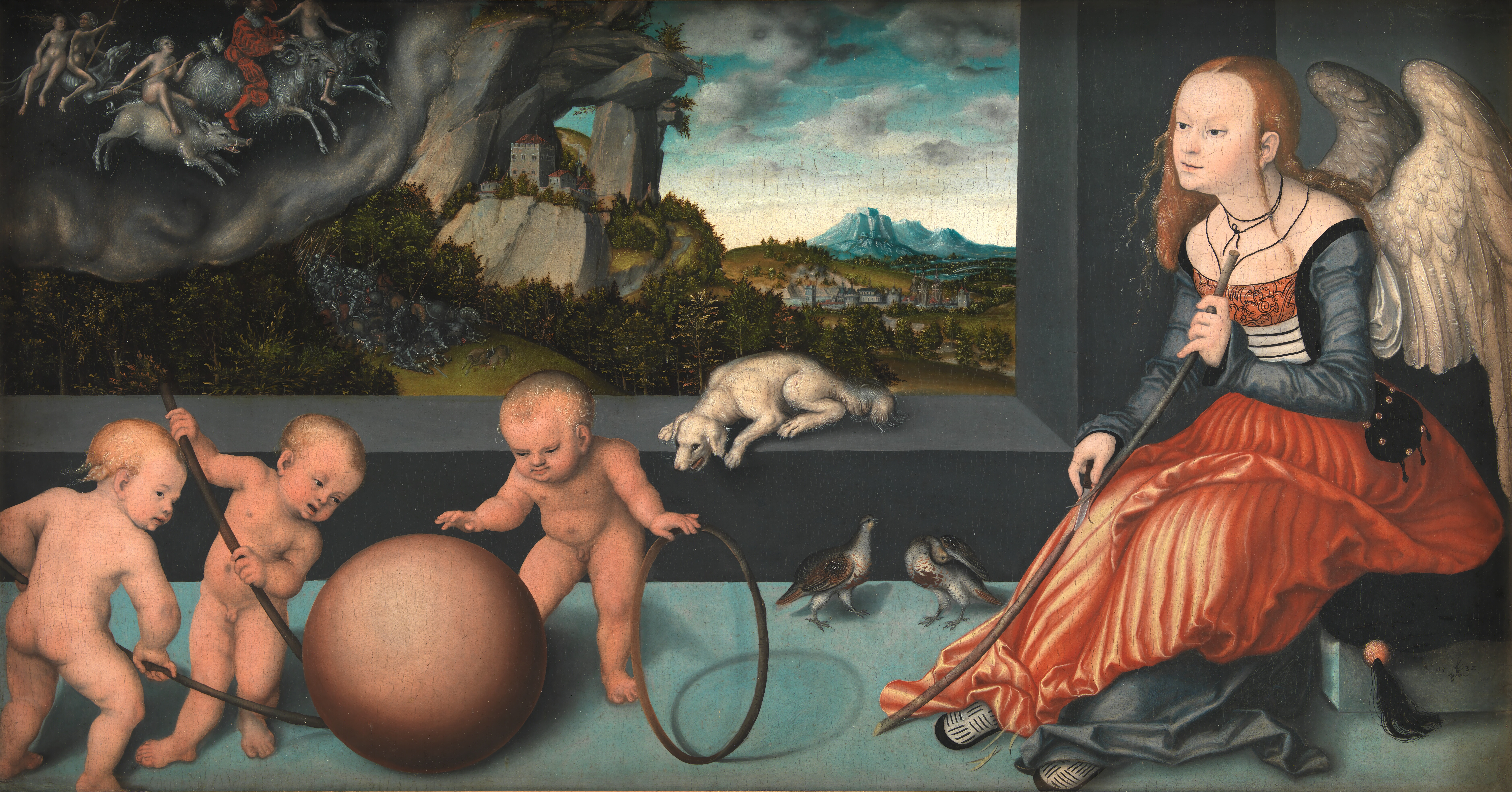
『メランコリア 』 (1532年)コペンハーゲン国立美術館
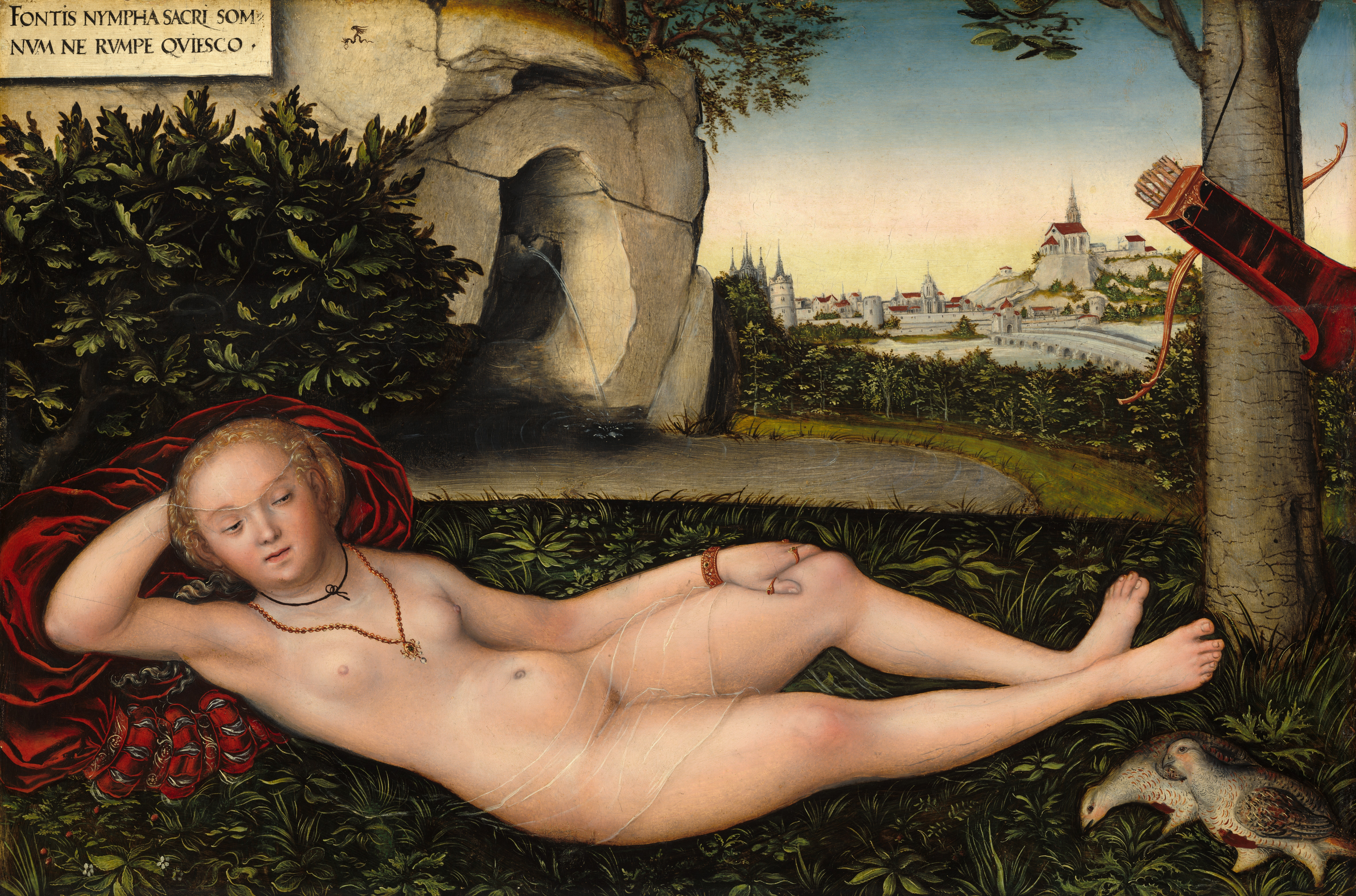
『泉のニンフ』 (1537年以降)ナショナル・ギャラリー (ワシントン)
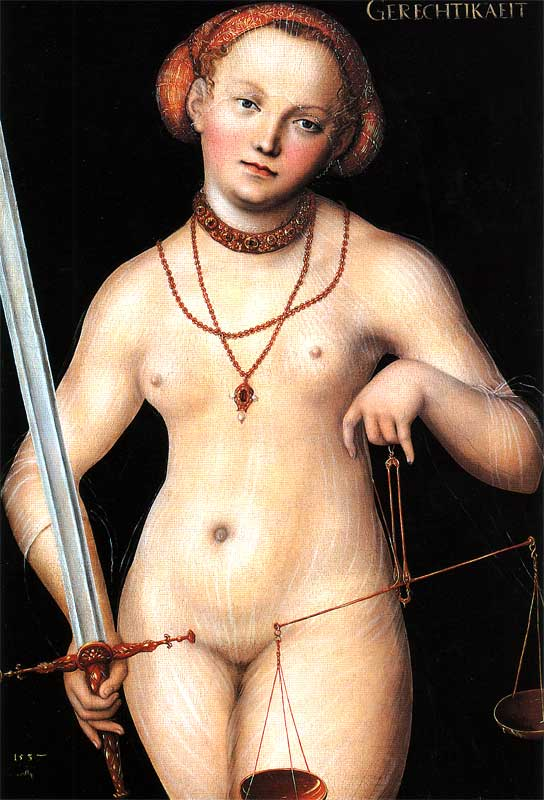
『正義のアレゴリー』 (1537年)フリダート・スティヒティング (アムステルダム)、
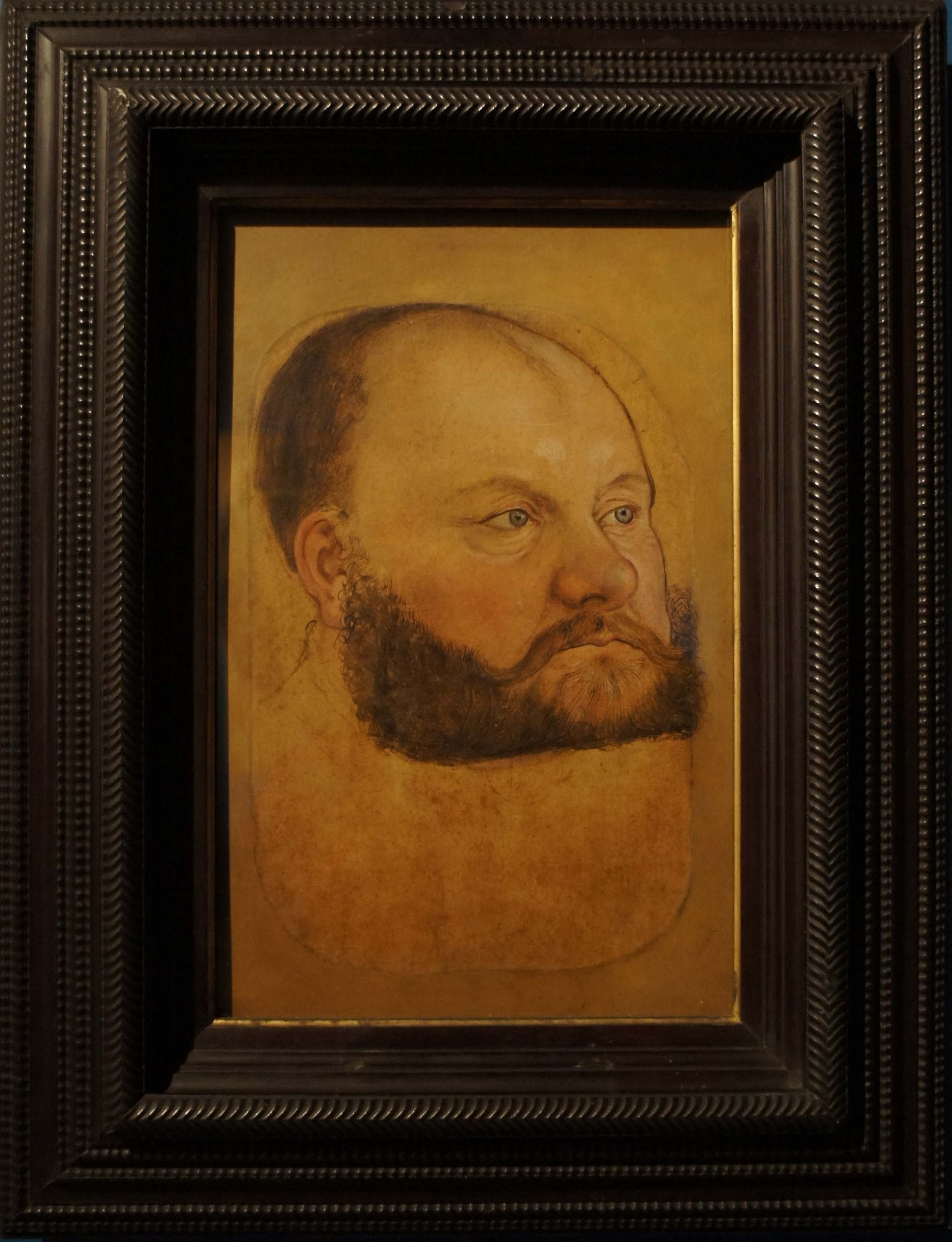
『アンハルトのウォルフガング王子』 (1542年)ランス美術館
『若返りの泉』 (1546年)絵画館 (ベルリン)